# لاز
لاز، روستایی در دهستان لاوان بخش کیش شهرستان بندر لنگه در استان هرمزگان ایران است.

## جمعیت
بر پایه سرشماری عمومی نفوس و مسکن در سال ۱۳۹۵، جمعیت این روستا برابر با ۱٬۱۰۱ نفر (۳۰۳ خانوار) بوده است.